# Pierre Selmersheim
Eugène Pierre Selmersheim, né en 1869 et mort en 1941, est un architecte et un décorateur français.

## Biographie
Il est le fils de l'architecte Paul Selmersheim, élève et fervent adepte d'Eugène Viollet-le-Duc. Imprégné dès son enfance, il oriente tout naturellement sa carrière vers l'art. Il est le frère de Tony Selmersheim (1871-1971), architecte-décorateur, et l'époux de l'artiste-peintre Jeanne Selmersheim-Desgrange, avec qui il a trois enfants et qui le quitte ensuite pour Paul Signac, voisin de Tony au Castel Béranger.